# 劳拉·布朗
劳拉·布朗（英語：Laura Brown，1986年11月27日—），加拿大女子自行车运动员。她曾代表加拿大参加2016年夏季奥林匹克运动会自行车比赛，获得女子团体追逐赛铜牌。